# Листконосові
Листконосові (Phyllostomidae) проживають по всій Центральній та Південній Америці, від південного заходу США через Мексику до північної Аргентини. Етимологія: грец. φύλλο — «лист», грец. στόμα — «рот». Родинна назва випливає з їх великих, списоподібних носів, який ці кажани використовують для ехолокації. Подібний ніс листоподібної форми можна знайти в деяких інших групах кажанів, перш за все в родині Hipposideridae.

## Екологія
Більшість видів комахоїдні, але є деяке число справжніх хижих видів, а також Фруктоїдних (підродина Stenodermatinae і Carolliinae). Наприклад, Vampyrum spectrum, найбільший кажан у Південній Америці, їсть хребетних, в тому числі птицю розміром з невеличкого голуба. Члени цієї родини еволюціонували, щоб використовувати різні групи харчових продуктів, таких як фрукти, нектар, пилок, комахи, жаби, кажани та інших дрібних хребетних і, навіть кров.
Більшість оселяється невеликими групами в печерах, норах тварин або дуплах дерев, хоча деякі види об'єднуються в колонії з декількох сотень особин. Вони не зимують, хоча деякі види, як повідомляється, впадають в сплячку.

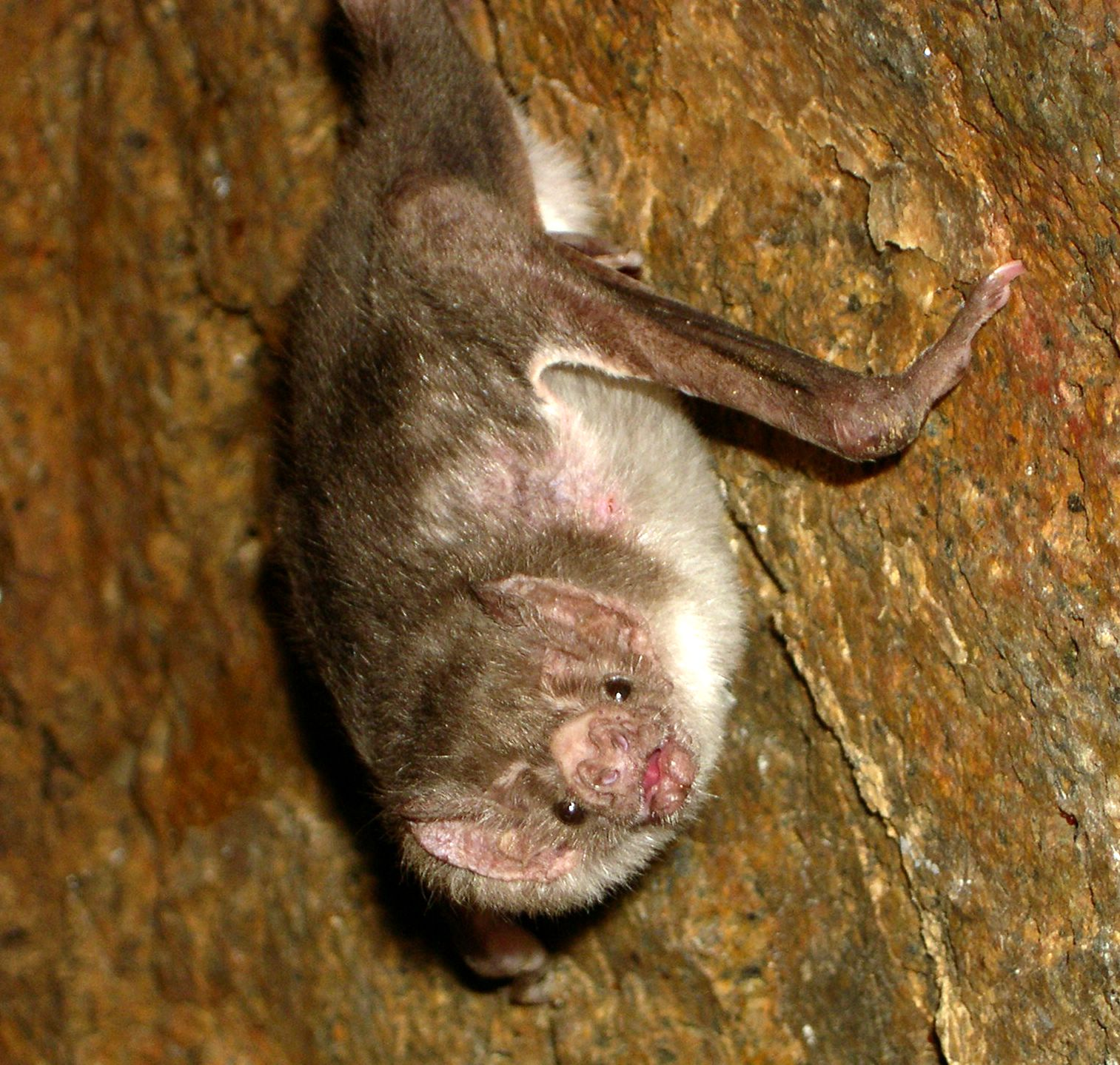
Вампір

## Морфологія
Листконосові, як правило, коричневого, сірого або чорного кольору, хоча один з видів білий. Розміри варіюються в розмірах від 4 до 13,5 см в довжину і можуть важити від 7 до 200 г.

## Класифікація
відомо всього 192 види в 57 родах:
Родина PHYLLOSTOMIDAE
- Підродина Brachyphyllinae
  - Рід Brachyphylla
- Підродина Carolliinae
  - Рід Carollia
  - Рід Rhinophylla
- Підродина Desmodontinae — Вампіри
  - Рід Desmodus
  - Рід Diaemus
  - Рід Diphylla
- Підродина Glossophaginae
  - Триба Glossophagini
    - Рід Anoura
    - Рід Choeroniscus
    - Рід Choeronycteris
    - Рід Dryadonycteris
    - Рід Glossophaga
    - Рід Hylonycteris
    - Рід Leptonycteris
    - Рід Lichonycteris
    - Рід Monophyllus
    - Рід Musonycteris
    - Рід Scleronycteris

  - Триба Lonchophyllini
    - Рід Lionycteris
    - Рід Lonchophylla
    - Рід Platalina
    - Рід Xeronycteris
- Підродина Phyllonycterinae
  - Рід Erophylla
  - Рід Phyllonycteris
- Підродина Phyllostominae
  - Триба Micronycterini
    - Рід Glyphonycteris
    - Рід Lampronycteris
    - Рід Macrotus
    - Рід Micronycteris
    - Рід Neonycteris
    - Рід Trinycteris

  - Триба Vampyrini
    - Рід Chrotopterus
    - Рід Lophostoma
    - Рід Tonatia
    - Рід Trachops
    - Рід Vampyrum

  - Триба Lonchorhinini
    - Рід Lonchorhina
    - Рід Macrophyllum
    - Рід Mimon

  - Триба Phyllostomatini
    - Рід Phylloderma
    - Рід Phyllostomus
- Підродина Stenodermatinae
  - Рід Ametrida
  - Рід Ardops
  - Рід Ariteus
  - Рід Artibeus
  - Рід Centurio
  - Рід Chiroderma
  - Рід Ectophylla
  - Рід Enchisthenes
  - Рід Mesophylla
  - Рід Phyllops
  - Рід Platyrrhinus
  - Рід Pygoderma
  - Рід Sphaeronycteris
  - Рід Stenoderma
  - Рід Sturnira
  - Рід Uroderma
  - Рід Vampyressa
  - Рід Vampyriscus
  - Рід Vampyrodes